# Sibulele Holweni
Sibulele Cecilia Holweni (* 28. April 2001 in Ibhayi) ist eine südafrikanische Fußballspielerin.

## Karriere

### Vereine
Sie spielt derzeit für die Mannschaft der University of the Western Cape.

### Nationalmannschaft
Mit der südafrikanischen U17 nahm sie an der Weltmeisterschaft 2018 teil und kam hier bei allen drei Partien zum Einsatz.
Ihr Debüt für die A-Nationalmannschaft hatte sie dann am 12. Mai 2019 im Vorfeld der Weltmeisterschaft 2019. Dort stand sie bei einer 0:3-Freundschaftsspielniederlage gegen die USA in der Startelf und wurde schließlich zur 75. Minute für Nomvula Kgoale ausgewechselt. Bei der WM selbst stand sie dann nur bei der 0:1-Niederlage gegen China auf dem Platz.
Ihr nächstes Turnier war dann der Afrika-Cup 2022, wo sie nun in allen Gruppenspielen und dem Viertelfinale mitspielte. Den Rest des Turniers verfolgte sie dann aus der Sicht eines Zuschauers. Am Ende gewann ihre Mannschaft das Turnier und wurde so Afrikameister. Nach dem Turnier wurde sie dann noch einmal in einem Freundschaftsspiel eingesetzt.
Am 23. Juni 2023 wurde sie für den finalen Kader bei der Weltmeisterschaft 2023 nominiert. Dort erhielt sie dann im ersten Spiel gegen Schweden ihren ersten Einsatz seit knapp einem Jahr.